# Henry McNeal Turner
Henry McNeal Turner, né le 1er février 1834 à Newberry dans l'État de la Caroline du Sud et mort le 8 mai 1915 à Windsor dans la province de l'Ontario (Canada) est un pasteur américain élu évêque de l'Église épiscopale méthodiste africaine (AME). Pendant la guerre de Sécession, il participe à la création du 1st United States Colored Infantry (en) et devient le premier aumônier de couleur de l'armée américaine.
À partir de 1867, durant la période dite de la Reconstruction, il devient un des leaders politiques des Afro-Américains du Sud des États-Unis. Amer face aux  lois Jim Crow, promulguées en 1877 par les législatures des États du Sud et établies pour entraver l'effectivité des droits constitutionnels des Afro-Américains acquis au lendemain de la guerre de Sécession, Henry McNeal Turner devient un chantre du nationalisme noir et soutient les idées pan-africanistes prônant l’émigration vers l'Afrique.

## Biographie

### Jeunesse et formation
Henry McNeal Turner est le fils de Hardy et Sarah (Green) Turner, deux Afro-Américains libres. La famille étant pauvre, dès son enfance, il doit travailler dans les champs de coton aux côtés de ses frères esclaves. Adolescent, à l'âge de 15 ans, il travaille comme coursier et huissier pour un cabinet d'avocats d'Abbeville. Ses employeurs blancs lui apprennent secrètement à lire et à écrire, à l'encontre les lois de la Caroline du Sud qui interdisaient l'accès à l'enseignement aux Afro-Américains, ils se rendent compte que leur employé  a une capacité étonnante à emmagasiner les informations et connaissances, et ils le chargent de transmettre oralement des informations à leurs clients. Après avoir écouté une prédication d'un missionnaire itinérant, Henry McNeal Turner se convertit au méthodisme fondé par George Whitefield et John Wesley. Le méthodisme est une dissidence de l'Église anglicane, largement inspirée par le mouvement dit du Grand réveil et par les idées de John Wesley, le théologien de l'Église méthodiste, celui-ci a en aversion toutes les formes d'esclavage qu'il juge inconciliable avec tout « degré de justice ou de miséricorde », il est pour une interdiction de « L'achat ou la vente des corps et des âmes d'hommes, de femmes et d'enfants avec l'intention de les réduire en esclavage », il condamne l'esclavage comme confiscation de droits fondamentaux « L'esclavage est un état dans lequel ni les biens, ni la liberté, ni la vie d'un homme ne sont à sa disposition »,,,,.

### Carrière

#### Vers l'Église épiscopale méthodiste africaine (AME)
Dans les années 1850, il accompagne un pasteur itinérant de l'Église méthodiste et sillonne le Sud profond et tient des prédications auprès d'Afro-Américains libres ou esclaves. Partout où il passe, il doit subir des vexations racistes, notamment lors d'un meeting religieux à La Nouvelle Orléans ce qui met en question sa présence en tant qu'Afro-Américain au sein de l'Église méthodiste. Le révérend Willis B. Revels lui parle de l'Église épiscopale méthodiste africaine (AME), fondée en 1816 par Richard Allen, convaincu, Henry McNeal Turner quitte l'Église méthodiste pour rejoindre une paroisse de l'AME à Baltimore dans le Maryland. Grâce à l'appui de l'évêque de l'AME, Daniel Payne, il étudie le latin, le grec, l'hébreu et la théologie par des cours dispensés par des professeurs du Trinity College de Baltimore. En 1860 il est ordonné diacre au sein de l'AME et deux années plus tard, il est nommé presbytre à la paroisse de l'AME de Washington (district de Columbia),.

#### La guerre de Sécession, entre espoir et amertume

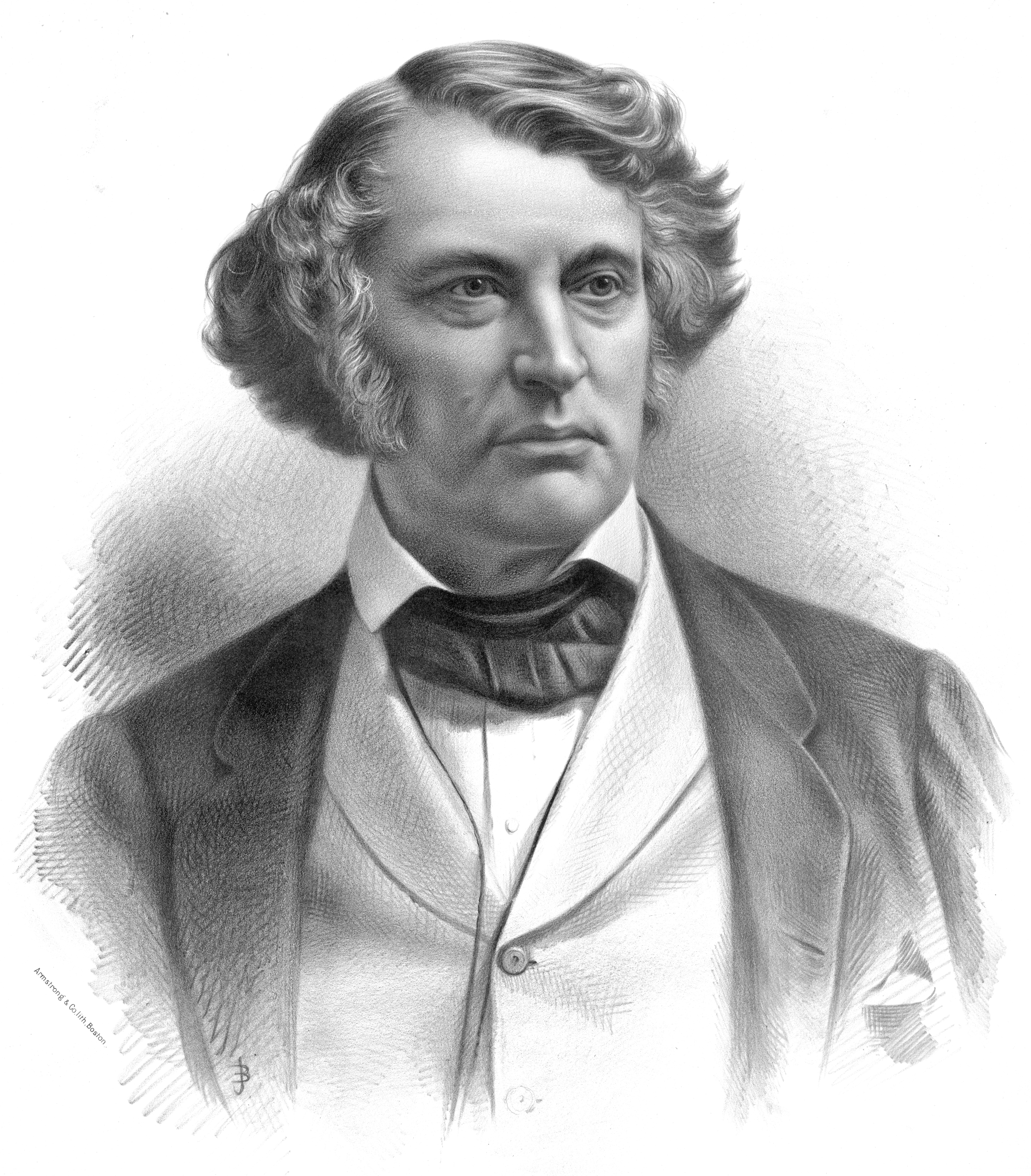
Charles Sumner.

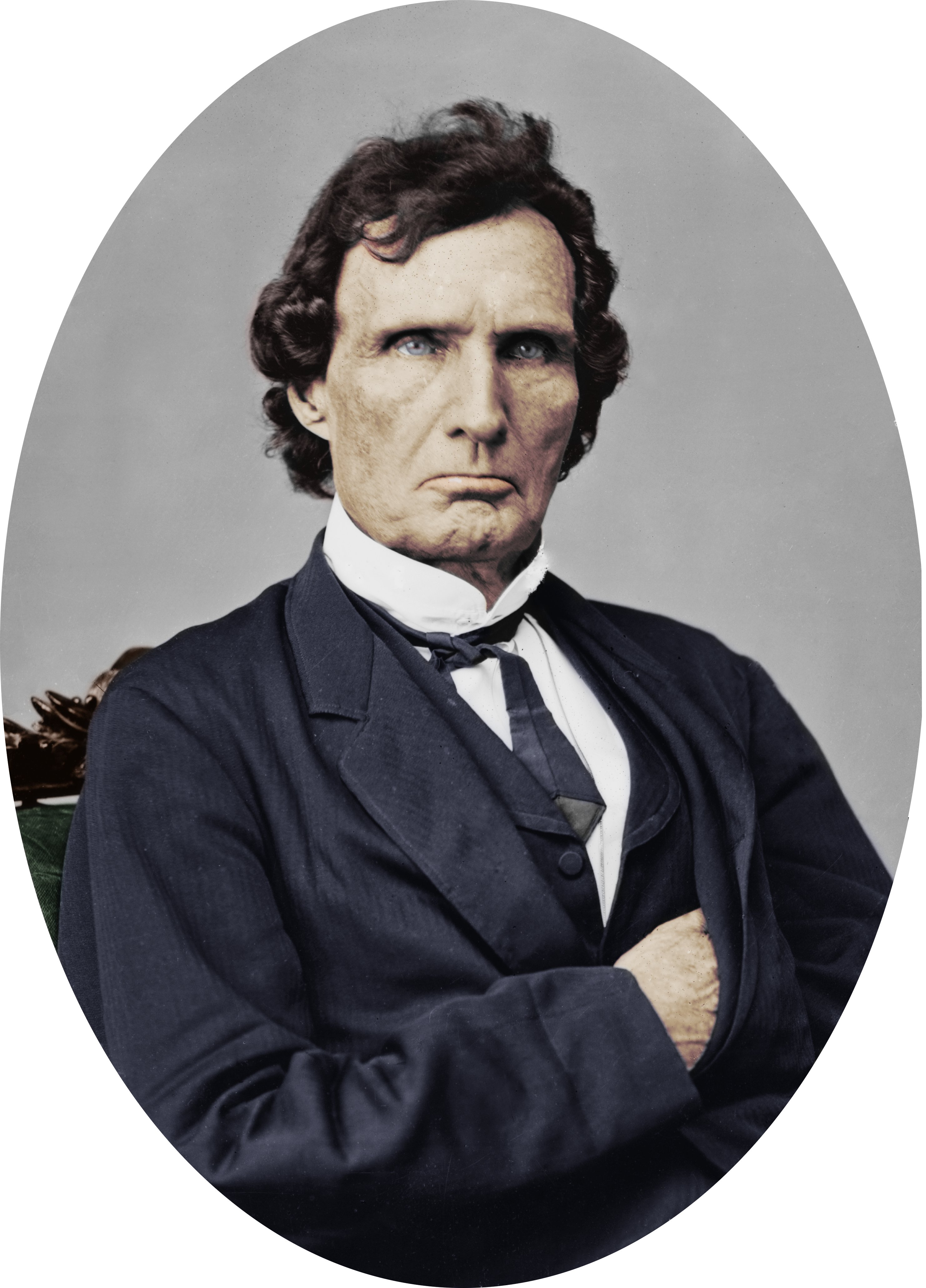
Photographie colorisée de Thaddeus Stevens.

Dès le début la guerre de Sécession, Henry McNeal Turner se lie d'amitié avec des membres du Congrès des États-Unis comme le sénateur Charles Sumner ou le représentant, Thaddeus Stevens et d'autres élus du Parti Républicain pour convaincre Abraham Lincoln et l'état-major d'ouvrir les rangs de l'armée de l'Union aux Afro-Américains. Ce qui se fera après la Proclamation d'émancipation de 1863. Avec des figures afro-américaines comme Frederick Douglass, il anime des meetings pour encourager l'enrôlement des Afro-Américains, À la fin de la guerre de Sécession on compte qu'il y a eu à peu près 180 000 Afro-Américains qui ont servi dans les troupes de l'Union (infanterie, artillerie, train, hôpitaux de campagne), soit 10% des effectifs, et 19 000 dans la marine. Les pertes se montent à 40 000 hommes. Les régiments afro-américains vont s'illustrer lors de diverses batailles : bataille de Milliken's Bend, au siège de Port Hudson, au siège de Petersburg, à la bataille de Nashville, à la seconde bataille de Fort Wagner,. Seize soldats afro-américains seront récipiendaires de la Medal of Honor qui est la plus haute décoration militaire décernée par les États-Unis,. Henry McNeal Turner s'implique directement dans la formation du 1st United States Coloured Infantry Regiment/ 1er régiment d'infanterie de couleur des États-Unis et devient, sur la nomination d'Abraham Lincoln, le premier aumônier noir de l'armée américaine, nomination qui est reconduite par le président Andrew Johnson, après l'assassinat d'Abraham Lincoln du 15 avril 1865,,,.
Après la guerre de Sécession, Henry McNeal Turner est nommé au Bureau des réfugiés, des affranchis et des terres abandonnées de Géorgie et il est promu, par l'évêque de l'AME Daniel Payne, président de l'assemblée des presbytres, où il montre ses talents pour développer l'AME en Géorgie, y construire des églises et des écoles paroissiales. Il est également impliqué dans l'organisation et l'implantation du Parti républicain en Géorgie,,. En 1867, Henry McNeal Turner fait partie des délégués du Parti Républicain pour rédiger la nouvelle constitution de la Géorgie, puis en 1868, il est élu à l'Assemblée générale de Géorgie, mais lui et 23 élus afro-américains sont révoqués du fait de leur race, parce des élus blancs refusaient de ratifier le quinzième amendement de la Constitution des États-Unis, de 1870, garantissant le droit de vote à tous les citoyens des États-Unis. Henry McNeal Turner prononce un vibrant réquisitoire contre cette expulsion, avec l'aide de Charles Sumner il réclame une intervention du Congrès pour que les élus afro-américains puissent récupérer leurs sièges, mais cette requête ne peut aboutir car sous la pression des actes terroristes du Ku Klux Klan, les Républicains sont balayés lors des élections de 1870,.

#### L'évêque de l'AME
Henry McNeal Turner se replie sur Savannah, où il développe l'AME et travaille parallèlement comme enquêteur pour l'United States Customhouse (Savannah, Georgia) (en) (Bureau des douanes de Savannah).
En 1876, étant élu directeur des éditions de l'AME, il doit emménager au siège de l'AME à Philadelphie dans l'État de la Pennsylvanie. Henry McNeal Turner publie régulièrement des articles dans le Christian Recorder, organe officiel de l'AME et parallèlement, pendant 12 ans il occupe le poste de président du Morris Brown College (en) d'Atlanta, établissement universitaire fondé par l'AME.
En 1880, il est élu évêque de l'AME, et joint son siège à Atlanta où il mène politique de réformes religieuses. En 1885, il ordonne la première femme, Sarah Ann Hugues, au grade de diacre.

#### Vers le panafricanisme
Découragé par la mise en place des lois Jim Crow dans les États du Sud qui invalident les droits constitutionnels des Afro-Américains acquis par les Treizième amendement, Quatorzième amendement et le Quinzième amendement de la Constitution des États-Unis, il commence par s'intéresser à l'idée d'une migration des Afro-Américains vers l'Afrique pour christianiser et "civiliser" le continent, Henry McNeal Turner a la conviction que Dieu avait permis l'esclavage des Africains afin qu'ils puissent connaître le christianisme puis le diffuser en Afrique en y retournant et que gouvernement fédéral financerait le retour en Afrique,. Henry McNeal Turner fonde deux journaux The Voice of Missions (1893-1900) et Voice of the People (1901-1904) qui font la promotion de l'émigration vers l'Afrique. Il fait plusieurs voyages en Afrique, il se rend au Liberia et en Sierra Leone par trois fois (1891, 1893, 1895), il organise deux voyages pour conduire des Afro-Américains, mais la plupart d'entre eux reviendront désillusionnés confirmant ainsi les propos de Richard Allen, et de James Forten datant de 1830, qui lors de la première Convention nationale des Noirs dans la Mother Bethel A.M.E Church de Philadelphie avaient pourfendu le retour en Afrique, convention qui s'est achevée par une résolution finale adoptée à l'unanimité affirmant avec insistance que les Afro-Américains sont des Américains, qu'ils ont adopté le mode de vie américain, qu'ils tiennent à leur foi chrétienne et cette adresse finale fait appel aux principes de la Déclaration d'indépendance de 1776 disant que tous les humains naissent libres et égaux, qu'ils sont dotés de droits inaliénables et de profiter de la vie dans la poursuite du bonheur. Si l'exode vers le Liberia est dénoncé, en revanche la solidarité avec les peuples d'Afrique est affirmée,,,.
En 1895, sur l'invitation de Mangena Mokone, il se rend en Afrique du Sud pour sceller un rapprochement entre l'AME et l'Église éthiopienne fondée sur les mêmes principes de l'AME : une Église méthodiste autonome dédiée aux fidèles de couleur,,.
Henry McNeal Turner ne cessera de critiquer la ségrégation raciale, après les émeutes d'Atlanta de 1906, il écrit « Pour les Noirs, vivre en Enfer est préférable à vivre aux États-Unis ».
Dans les dernières années de sa vie, du fait d'une santé qui se détériore, il ne se déplace rarement pour rester dans sa demeure d'Atlanta. Lors d'un dernier voyage au Canada pour conforter la branche canadienne de l'AME, Henry McNeal Turner décède des suites d'un infarctus le 8 mai 1915 à Windsor dans la province de l'Ontario. Son corps est rapatrié à Atlanta, plus de 15 000 personnes assistent à ses funérailles qui sont célébrées dans la Big Bethel AME Church (en),,.

### Vie personnelle
Henry McNeal Turner s'est marié quatre fois :
En 1856, il épouse Eliza Peacher qui meurt en 1889, le couple donne naissance à 14 enfants, seuls 4 d'entre eux parviendront à l'âge adulte.
En 1893, il épouse Martha Elizabeth DeWitt qui meurt en 1899.
En 1900, il épouse Harriet A. Wayman, qui le laisse veuf en 1907. La même année, il épouse Laura Pearl Lemon.
Henry McNeal Turner est inhumé au South-View Cemetery (en) d'Atlanta dans l'État de Géorgie.

## Œuvres
- (en-US) The Civil and Political Status of the State of Georgia and Her Relations to the General Governement, 1870, 25 p. (lire en ligne),
- (en-US) A speech on the present duties and future destiny of the Negro race, 2 septembre 1872, 30 p. (lire en ligne),
- (en-US) The Negro in All Ages, 1873, 38 p.
- (en-US) Memorial services. Tribute to the Hon. Charles Sumner, D. G. Patton, printer, 18 mars 1874, 40 p. (lire en ligne),
- (en-US) The Hymn book of the African Methodist Episcopal Church :, Publication Dept. of the A.M.E. Church, 1877, 1006 p. (lire en ligne),
- (en-US) Respect Black; The Writings And Speeches Of Henry Mc Neal Turner, Arno Press, 1er janvier 1971, 199 p. (ISBN 9780405019845),
- (en-US) African Letters, Createspace Independent Publishing Platform, 11 octobre 2020, 82 p. (ISBN 9781453874394),

## Hommages
Henry McNeal Turner a  été élevé au grade de docteur honoris causa par l'université de Pennsylvanie (1872), l'université de Wilberforce (1873) et l'université du Liberia de Monrovia (1894).
Marcus Garvey lui rend hommage comme étant son inspirateur.
Son portrait figure dans le Capitole de la Géorgie.
Selon l'historienne Chrisanne Beckner, Henry McNeal Turner fait partie des 100 Afro-Américains qui ont marqué et façonné l'histoire des États-Unis, affirmation reprise par l'historien Molefi Kete Asante dans son livre 100 Greatest African Americans.

## Pour approfondir

#### Notices dans des encyclopédies et manuels de références
- (en-US) Leon F. Litwack (dir.), Black Leaders of the Nineteenth Century, Urbana, Illinois, University of Illinois Press, 1er février 1988, 368 p. (ISBN 9780252015069, lire en ligne), p. 252-272,
- (en-US) Larry G. Murphy, J. Gordon Melton et Gary L. Ward, Encyclopedia of African American religions, Routledge, 1993, rééd. 21 mai 2014, 933 p. (ISBN 9781306150521, lire en ligne), p. 769-770. ,
- (en-US) Barbara C. Bigelow, Contemporary Black Biography, Volume 5, Gale Research Inc, 1994, 627 p. (ISBN 9780810385573, lire en ligne), p. 256-259. ,
- (en-US) Dictionary of American biography, volume 10, Scribner Book Company, 1995, 1352 p. (lire en ligne), p. 65-66,
- (en-US) Encyclopedia of world biography, volume 15, Gale Research, 1995, 512 p. (ISBN 9780787625429, lire en ligne), p. 351-352. ,
- (en-US) Chrisanne Beckner, 100 African-Americans Who Shaped American History, Turtleback Books, 1er novembre 1995, 116 p. (ISBN 9780785793786, lire en ligne), p. 23. ,
- (en-US) Peter Eisenstadt, Black Conservatism: Essays in Intellectual and Political History, Routledge, 1998, rééd. 21 mai 2015, 300 p. (ISBN 9781138867864, lire en ligne), p. 25-50,
- (en-US) Tunde Adeleke, UnAfrican Americans : Nineteenth-Century Black Nationalists and the Civilizing, Lexington, Kentucky, University Press of Kentucky, 1998, 195 p. (ISBN 9780813170008, lire en ligne), p. 92-110,
- (en-US) Peter Eisenstadt (dir.), Black Conservatism : Essays in Intellectual and Political History, New York, Garland Publisher, 1er décembre 1998, 299 p. (ISBN 9780815324645, lire en ligne), p. 24-50,
- (en-US) American national biography, volume 22, Oxford University Press USA, 1999, 935 p. (ISBN 0195206355, lire en ligne), p. 22-23. ,
- (en-US) Rachel Kranz & Philip J. Koslow, The Biographical Dictionary of African Americans, Facts on File, 1 mai 1999, rééd. 15 juin 2006, 313 p. (ISBN 9780816039036, lire en ligne), p. 336-337. ,
- (en-US) R. Kent Rasmussen, The African American encyclopedia, volume 9, Cavendish Square Publishing, 2001, 2704 p. (ISBN 9780761472087, lire en ligne), p. 2537-2539. ,

#### Essais et biographies
- (en-US) Stephen W. Angell, Bishop Henry McNeal Turner and African-American Religion in the South, University of Tennessee Press, 1er mai 1992, 360 p. (ISBN 9780870497346, lire en ligne),
- (en-US) Andre E. Johnson, The Forgotten Prophet: Bishop Henry McNeal Turner and the African American Prophetic Tradition, Lexington Books, 13 septembre 2012, 127 p. (ISBN 9780739167144),
- (en-US) Andre E Johnson, No Future in This Country: The Prophetic Pessimism of Bishop Henry McNeal Turner, University Press of Mississippi, 21 octobre 2020, 214 p. (ISBN 9781496830692),

#### Articles
- (en-US) Clarence A. Bacote, « Henry McNeal Turner », Negro History Bulletin, vol. 5, no 6,‎ mars 1942, p. 130 (1 page) (lire en ligne ),
- (en-US) E. Merton Coulter, « Henry M. Turner: Georgia Negro Preacher-Politician During the Reconstruction Era », The Georgia Historical Quarterly, vol. 48, no 4,‎ décembre 1964, p. 371-410 (41 pages) (lire en ligne ),
- (en-US) Edwin S. Redkey, « Bishop Turner's African Dream », The Journal of American History, vol. 54, no 2,‎ septembre 1967, p. 271-290 (20 pages) (lire en ligne ),
- (en-US) Jane Herndon, « Henry McNeal Turner's African Dream: A Re-Evaluation », The Mississippi Quarterly, vol. 22, no 1,‎ 1969, p. 327-336 (10 pages) (lire en ligne ),
- (en-US) Melbourne S. Cummings, « The Rhetoric of Bishop Henry McNeal Turner », Journal of Black Studies, vol. 12, no 4,‎ juin 1982, p. 457-467 (11 pages) (lire en ligne ),
- (en-US) John M. Matthews, « Black Newspapermen and the Black Community in Georgia, 1890-1930 », The Georgia Historical Quarterly, Vol. 68, No. 3,‎ 1984, p. 356-381 (26 pages) (lire en ligne),
- (en-US) Gregory Mixon, « Henry Mcneal Turner Versus the Tuskegee Machine: Black Leadership in the Nineteenth Century », The Journal of Negro History, Vol. 79, No. 4, vol. 79, no 4,‎ automne 1994, p. 363-380 (19 pages) (lire en ligne ),
- (en-US) Daniel Levine, « A Single Standard of Civilization: Black Private Social Welfare Institutions in the South, 1880s-1920s », The Georgia Historical Quarterly, Vol. 81, No. 1,‎ printemps 1997, p. 52-77 (26 pages) (lire en ligne),
- (en-US) Stephen W. Angell, « A Black Minister Befriends the "Unquestioned Father of Civil Rights": Henry McNeal Turner, Charles Sumner, and the African-American Quest for Freedom », The Georgia Historical Quarterly, Vol. 85, No. 1,‎ printemps 2001, p. 27-58 (32 pages) (lire en ligne),